# Tour du Charolais
Le Tour du Charolais est une course cycliste française disputée au mois d'avril dans la région naturelle du Charolais (Saône-et-Loire). Créée en 1981, elle partie du calendrier national de la fédération française de cyclisme. 

## Palmarès
| Année     | Vainqueur                | Deuxième               | Troisième              |
| --------- | ------------------------ | ---------------------- | ---------------------- |
| 1981      | Jean Haerter             | Christian Chambod      | Noël Laurent           |
| 1982      | Georges Ribeiro          | Christian Puravet      | Denis Jusseau          |
| 1983      | Jean-Luc Braillon        | Philippe Lauprete      | Pascal Demizieux       |
| 1984      | Georges Ribeiro          |                        |                        |
| 1985      | Jean-Yves Sordillon      | Jean-Claude Deverchère | Marc Thévenin          |
| 1986      | Jean-Paul Garde          | Frédéric Ducoté        | Patrick Janin          |
| 1987      | Michel Bonnefoy          | José Ribeiro           |                        |
| 1988-1989 | ?                        | ?                      | ?                      |
| 1990      | Jean-Marc Bonnard        |                        |                        |
| 1991      | Tanguy Boulch            | Gilles Bernard         | Denis Jusseau          |
| 1992      | Jean-Marc Bonnard        | Gilles Bernard         | Jean-Paul Garde        |
| 1993      | Sébastien Médan          | Raphaël Leca           | Pierre-Yves Chatelon   |
| 1994      | David Delrieu            | Franck Ramel           | Matt Anand             |
| 1995      | Patrice Halgand          | Franck Tognini         | Daniel Fricker         |
| 1996      | Grzegorz Rosoliński (pl) | Didier Sanlaville      | Hervé Arsac            |
| 1997      | Christophe Faudot        | Stéphane Auroux        | Benoît Luminet         |
| 1998      | Hervé Arsac              | Marc Thévenin          | Jacek Bodyk            |
| 1999      | Marc Thévenin            | László Bodrogi         | Sylvain Lavergne       |
| 2000      | Miika Hietanen           | Raphaël Jeune          | Carlo Ménéghetti       |
| 2001      | Dimitar Dimitrov         | Anthony Giurato        | Stéphane Auroux        |
| 2002      | Stéphane Auroux          | Jérôme Rouyer          | Renaud Dion            |
| 2003      | Klaus Mutschler          | Benjamin Johnson       | Hubert Dupont          |
| 2004      | Stéphane Bellicaud       | Maxime Méderel         | Samuel Le Gallais      |
| 2005      | Jérôme Chevallier        | Kalle Kriit            | Jean-Christophe Péraud |
| 2006      | Maxim Gourov             | Tomasz Smoleń          | Ruslan Sambris         |
| 2007      | Thierry Hupond           | Florian Vachon         | Joo Hyun-wook          |
| 2008      | Arthur Vichot            | Pierre-Luc Périchon    | Benoît Ébrard          |
| 2009      | Jérémie Dérangère        | Herberts Pudans        | Pierre Bourlot         |
| 2010      | Jérémie Dérangère        | Yohan Cauquil          | Herberts Pudans        |
| 2011      | Yannick Martinez         | Nicolas Morel          | Yoann Michaud          |
| 2012      | Samuel Plouhinec         | Alexandre Mercier      | Guillaume Bonnet       |
| 2013      | Philip Lavery            | Édouard Lauber         | Yoann Michaud          |
| 2014      | Guillaume Bonnet         | Yohan Cauquil          | Jérôme Mainard         |
| 2015      | Alexandre Jamet          | Camille Chancrin       | Cédric Gaoua           |
| 2016      | Étienne Fabre            | Dorian Godon           | Camille Chancrin       |
| 2017      | Jérémy Defaye            | Boris Orlhac           | Benjamin Dyball        |
| 2018      | Geoffrey Bouchard        | Romain Guillot         | Guillaume Gauthier     |
| 2019      | David Menut              | Eddy Finé              | Aurélien Lionnet       |
| 2020-2021 | annulé                   | annulé                 | annulé                 |
| 2022      | Thomas Devaux            | Théo Degache           | Thomas Morichon        |
| 2023      | Martin Tjøtta            | Maxime Jarnet          | Samuel Leroux          |
| 2024      | Bjoern Koerdt            | Victor Guernalec       | Mattis Lebeau          |
| 2025      | Guillaume Bagou          | Mathias Sanlaville     | Antoine Debons         |